# Rajd Barum 2005
Rajd Barum 2005 (35. Barum Rally Zlín) – 35 edycja rajdu samochodowego Rajd Barum rozgrywanego w Czechach. Rozgrywany był od 19 do 21 sierpnia 2005 roku. Była to szósta runda Rajdowych Mistrzostw Europy w roku 2005 oraz siódma runda Rajdowych Mistrzostw Czech. Składał się z 15 odcinków specjalnych z czego jeden (dziewiąty) odwołano.

## Klasyfikacja rajdu
| Miejsce                             | Kierowca                            | Pilot                               | Samochód                            | Czas                                | Strata                              |                                     |
| Klasyfikacja generalna, ERC i Czech | Klasyfikacja generalna, ERC i Czech | Klasyfikacja generalna, ERC i Czech | Klasyfikacja generalna, ERC i Czech | Klasyfikacja generalna, ERC i Czech | Klasyfikacja generalna, ERC i Czech | Klasyfikacja generalna, ERC i Czech |
| ----------------------------------- | ----------------------------------- | ----------------------------------- | ----------------------------------- | ----------------------------------- | ----------------------------------- | ----------------------------------- |
| 1.                                  | Renato Travaglia                    | Flavio Zanella                      | Renault Clio S1600                  | 2:14:51.7                           | 0.0                                 |                                     |
| 2.                                  | Giandomenico Basso                  | Mitia Dotta                         | Fiat Punto S1600                    | 2:15:20.9                           | +29.2                               |                                     |
| 3.                                  | Jan Kopecký                         | Filip Schovánek                     | Mitsubishi Lancer Evo VII           | 2:16:07.2                           | +1:15.5                             |                                     |
| 4.                                  | Václav Pech jun.                    | Petr Uhel                           | Mitsubishi Lancer Evo VIII          | 2:16:14.8                           | +1:23.1                             |                                     |
| 5.                                  | Václav Arazim                       | Julius Gál                          | Mitsubishi Lancer Evo VIII          | 2:16:57.1                           | +2:05.4                             |                                     |
| 6.                                  | Miroslav Cais                       | Pavel Ondrejčík                     | Mitsubishi Lancer Evo VII           | 2:17:13.5                           | +2:21.8                             |                                     |
| 7.                                  | Miroslav Jandík ml.                 | Radim Chrastecký                    | Mitsubishi Lancer Evo VII           | 2:17:22.1                           | +2:30.4                             |                                     |
| 8.                                  | Karel Trojan jun.                   | Petr Řihák                          | Mitsubishi Lancer Evo VII           | 2:18:28.3                           | +3:36.6                             |                                     |
| 9.                                  | Jan de Winkel                       | Radboud van Hoek                    | Renault Clio S1600                  | 2:19:36.6                           | +4:44.9                             |                                     |
| 10.                                 | Pavel Valoušek jun.                 | Pierangelo Scalvini                 | Suzuki Ignis S1600                  | 2:19:55.5                           | +5:03.8                             |                                     |